# Piotrkowice (gmina)
Piotrkowice – dawna gmina wiejska istniejąca do 1954 roku w woj. łódzkim i poznańskim. Siedzibą władz gminy były Piotrkowice.
Na początku okresu międzywojennego gmina Piotrkowice należała do powiatu kolskiego w woj. łódzkim. 3 marca 1922 roku gminę przeniesiono do powiatu konińskiego w tymże województwie, oprócz wsi Dąbrowa, która pozostała w powiecie kolskim i została przyłączona do gminy Sompolno. 1 kwietnia 1938 roku gminę wraz z całym powiatem konińskim przeniesiono do woj. poznańskiego.
Po wojnie gmina zachowała przynależność administracyjną. Według stanu z dnia 1 lipca 1952 roku gmina składała się z 12 gromad: Głębockie, Igancewo, Julia, Kolebki, Leśnictwo, Niedźwiady, Półwiosek Lubstowski, Półwiosek Nowy, Półwiosek Stary, Smulniki, Wąsoskie Holendry i Wygoda.
Jednostka została zniesiona 29 września 1954 roku wraz z reformą wprowadzającą gromady w miejsce gmin. Po reaktywowaniu gmin z dniem 1 stycznia 1973 roku gminy Piotrkowice nie przywrócono, a jej dawny obszar wszedł głównie w skład nowej gminy Ślesin w tymże powiecie i województwie.